# Штинда Микола Миронович
Мико́ла Миро́нович Шти́нда (5 грудня 1978 — 20 серпня 2014) — старший сержант 24-ї окремої механізованої бригади Збройних сил України, учасник російсько-української війни.

## Життєвий шлях
Народився 1978 року в селі Долішнє (Стрийський район, Львівська область). У батьків був третьою дитиною, ріс зі старшими братом й сестрою. Закінчив 9 класів Долішненської школи, Львівський технікум радіоелектроніки. Протягом 1996—1997 років у місті Бердичів проходив строкову службу в ЗСУ.
2000 року виїхав у Португалію на заробітки, де познайомився з майбутньою дружиною Наталею, з якою 2002-го повернулися в Україну та одружилися. 2003 року в подружжя народився син Василь, 2008-го — син Роман. Протягом 2004—2014 років працював у торговій сфері, менеджер зі збуту.
2013 року був активним учасником Революції Гідності, неодноразово їздив до Києва. Вернувся живим після розстрілів 18—21 лютого 2014.
Мобілізований у травні 2014-го, старший сержант, заступник командира бойової машини-навідник оператор 24-ї окремої механізованої бригади.
20 серпня 2014 року дві повітряно-десантні роти 234 ДШП разом з окремими контрактниками 104 ДШП, а також підсилені 6—8 танками 35 ОМСБр, вибили українських військовиків 24 ОМБр з блокпостів «Гагарін» та «Поступ», що були розгорнуті на висотах під Георгіївкою.
Українське командування зрозуміло, що бій іде з регулярними підрозділами російської армії і викликало повітряну підтримку. Вилетіло дві пари Мі-24 зі складу 7 ОПАА. Після того як перша пара відпрацювала по висоті, зайнятій російськими підрозділами, через брак координації друга пара відправилась летіти туди ж, і один Мі-24П був збитий. Загинули майор Олег Бірюк та капітан Антон Родіонов.
Після вильоту авіації, по висоті прямою наводкою відкриває вогонь артилерія 30 ОМБр. Десантники 234 ДШП зазнали втрат — загинув командир роти капітан Антон Короленко та до взводу десантників. Російські сили були змушені відступити, залишивши командирський БМД-2К (б/н 275) на висоті «Гагарін», та БМД-2 (б/н 284) і вантажівку КамАЗ з боєприпасами на б/п «Поступ».
Микола Штинда загинув внаслідок артилерійського обстрілу бойової позиції підрозділу. Тоді ж поліг солдат Білоус Сергій Степанович.
Без Миколи лишились мама, дружина, двоє синів, старша сестра.
31 серпня 2014-го похований у закритій труні в селі Долішнє.
Старший син Василь вирішив теж стати військовиком — пішов на навчання до Київського військового ліцею імені Богуна. Надалі — курсант Національної академії Сухопутних військ імені гетьмана Петра Сагайдачного.

## Нагороди та вшанування
За особисту мужність і героїзм, виявлені у захисті державного суверенітету та територіальної цілісності України, вірність військовій присязі під час російсько-української війни, відзначений — нагороджений
- орденом «За мужність» III ступеня (14.3.2015, посмертно)
- 7 червня 2015 року в Долішненській школі встановлено пам'ятну дошку його честі.
- у місті Стрию відкрито та освячено «Стіну пам'яті героїв Небесної Сотні та АТО», де є і портрет Миколи Штинди.
- Вшановується 20 серпня на щоденному ранковому церемоніалі вшанування українських захисників, які загинули цього дня у різні роки внаслідок російської збройної агресії[8]
- Його портрет розміщений на меморіалі «Стіна пам'яті полеглих за Україну» у Києві: секція 3, ряд 3, місце 7.